# 王六郎
王六郎，是聊斋志异里的水鬼，出场于卷一《王六郎》。故事主要讲许某和溺鬼王六郎, 是對“靈魂存放地”中國式的完整表達。故事說的漁人夜晚撒網,一人獨坐小酌,酒香引來了王六郎。後來王六郎當上了另一個地方的土地神。